# S. Varalakshmi
S. Varalakshmi (* 1927 in Jaggampeta; † 22. September 2009 in Chennai, Tamil Nadu) war eine indische Filmschauspielerin und Sängerin. Sie spielte im tamilischen und Telugu-Film, gelegentlich auch im Kannada-Film.

## Leben
Ihre ersten Filmauftritte hatte sie noch als Kind in K. Subramanyams Sozialdramen Balayogini (1936, Telugu-Version) und Seva Sadan (1938). Ab 1939 trat sie in mehreren Filmen von G. Ramabrahmam auf, darunter in ihrer ersten Erwachsenenrolle in Mayalokam (1945) und Palnati Yuddham (1949). In den 1950er Jahren gehörte sie zu den wichtigsten Darstellern des tamilischen Films und hatte auch mehrere musikalische Erfolge. 1957 gründete sie ihre eigene Filmgesellschaft Varalakshmi Films. In den 1960er Jahren war sie häufig in mythologischen Filmen der Telugu-Filmindustrie neben N. T. Rama Rao zu sehen. 
S. Varalakshmi spielte in mindestens 129 Filmen. Sie war mit dem Filmproduzenten A. L. Srinivasan, einem älteren Bruder des tamilischen Dichters Kannadasan, verheiratet.

## Filmografie (Auswahl)
- 1936: Balayogini
- 1938: Seva Sadan
- 1939: Raitu Bidda
- 1947: Palnati Yuddham
- 1949: Navajeevanam
- 1954: Ethirparadathu
- 1957: Chakravarthi Thirumagal
- 1959: Veerapandiya Kattaboman
- 1959: Sivagangai Seemai
- 1960: Shri Venkateshwara Mahatyam
- 1962: Mahamantri Timmarasu
- 1962: Shri Krishnarjuna Yuddham
- 1965: Satya Harishchandra
- 1967: Bhama Vijayam/Bhale Kodalu
- 1967: Shri Krishnavataram
- 1969: Mattukkara Velan
- 1977: Daana Veera Shura Karna
- 1979: Puthiya Varpugal
- 1987: Chinna Thambi Periya Thambi
- 1988: Sangliana
- 1991: Guna